# Gregory John Leach
Gregory John Leach (* 1. Juni 1952) ist ein australischer Botaniker. Sein botanisches Autorenkürzel lautet „G.J.Leach“.
Er hat sich auf die Pflanzenfamilien der Myrtengewächse und der Hülsenfrüchtler spezialisiert und dort besonders auf die Taxonomie. Er unternahm etliche Reisen zur Sammlung von Typusmaterialien durch Australien und Papua-Neuguinea.
In den Jahren 1990 und 1991 war Gregory John Leach als „Australian Botanical Liaison Officer“ an die Royal Botanic Gardens in Kew (London) entsandt.

## Veröffentlichungen (Auswahl)
- A Systematic and Evolutionary Study of the Genus Angophora (Myrtaceae). Herausgeber: School of Biological Sciences. LaTrobe University 1980. 622 S.
- Freshwater Plants of Papua New Guinea. Zusammen mit Patrick L. Osborne. Herausgeber: University of Papua New Guinea Press, 1985. 254 S. ISBN 9980-84-003-X
- Northern Territory Plant Species of Conservation Significance, Northern Territory botanical bull. 13. Herausgeber: Conservation Commission of the Northern Territory, 1992. 65 S. ISBN 0-7245-2704-4
- Proposed Rustler's Roost Gold Mine: Fauna, Flora and Soils Study. 1993.
- Atlas of Vascular Rainforest Plants in the Top End of the Northern Territory, Australia. Zusammen mit D. T. Little, Jeremy Russell-Smith, John Brock und G. T. Connors. Herausgeber: Conservation Commission of the Northern Territory, 1994. 180 S.
- Flora of the Darwin Region. Band 2. Zusammen mit Clyde Robert Dunlop. Herausgeber: Conservation Commission of the Northern Territory, 1995. 261 S.
- Handbook of the Vascular Plants of Ashmore and Cartier Islands. Zusammen mit Gilbert D. Pike und James J. Leach. Herausgeber: Parks Australia, 1997. 156 S. ISBN 0-7245-2759-1